# 伊豆水軍
伊豆水軍（いずすいぐん）は、伊豆国の伊豆半島に面した地域を拠点とした水軍。後に戦国大名・後北条氏の配下に組み込まれたことから、北条水軍とも。
甲斐武田氏の武田水軍と駿河湾で幾度も海戦を繰り広げたことで知られるが、小田原征伐で豊臣水軍に敗れ離散した。

## 概要
伊豆水軍は、北条早雲が伊豆に侵攻してきた際にその配下に下った在地領主が中核となっており、土肥の富永氏や、西浦江梨の江梨鈴木氏、三津の松下氏らが含まれていた。それに加えて旧三浦水軍や、熊野から招かれた梶原氏を組み込んで組織された。伊豆水軍は長浜城を本拠に、付近の武田氏、今川氏と対峙し、駿河湾では幾度となく武田氏の水軍と衝突している。特に天正8年（1580年）3月15日（夜が明けぬ内）の駿河湾海戦で武田水軍と衝突した際には、大砲を積んだ大型の安宅船を用いており、伊豆水軍は戦国時代後期には戦艦に相当する安宅船を有した強力な艦隊として編成されていた（『小田原北条記』巻七）。この時の編成は小田原方10艘に対し武田方5艘で、小田原方は舳先に大鉄砲まで備えていた。当初は包囲戦を行おうとしたが、武田方の小船は船足が速く追いつけず、武田方も使者が水軍にこれ以上の交戦は無意味として退き返すように命じたが、武田水軍側はこのまま陸に上がれば船戦で手柄を立てたとしても船を鹵獲されたといわれ、末代まで水軍に悪名を残すとして拒否したため長期戦となった（『小田原北条記』巻七）。加えて、武田方は浜辺の砂を土塁として船と陸から射撃を繰り返した。結果、日暮れまで戦闘が続いた末に両軍は退き返した（『小田原北条記』巻七）。
天正18年（1590年）の小田原征伐では、長浜城に梶原景宗が、下田城には清水康英が守りについた。豊臣水軍が清水港に集結すると梶原景宗は水軍を安良里港に進めて迎え撃とうと試みたが敗れ、下田城の清水康英も手兵600余で約50日にわたって籠城したが後に開城した。下田城開城後、伊豆水軍の大部分は伊豆の地に帰農したほか、梶原景宗は北条氏直とともに高野山に赴き、氏直の死後は紀伊国に土着したという。

### 主要な氏族
| - 梶原氏（長浜城主） - 清水氏（下田城主、後北条氏船大将） - 江梨鈴木氏（江梨城主、伊豆相模国船大将） - 富永氏 - 松下氏 |